# 11176 Batth
11176 Batth este un asteroid din centura principală de asteroizi.

## Descriere
11176 Batth este un asteroid din centura principală de asteroizi. A fost descoperit pe 20 martie 1998 la Socorro, New Mexico, în cadrul proiectului LINEAR. Asteroidul prezintă o orbită caracterizată de o semiaxă mare de 3,01 ua, o excentricitate de 0,08 și o înclinație de 0,8° în raport cu ecliptica.